# 铅色年代 (意大利)
铅色年代（義大利語：Anni di piombo），亦被称为沉重年代、铅年，指意大利从1960年代后期到1980年代后期的社会政治动荡时期，其特点是极左翼和极右翼恐怖主义事件频发，通常被认为始于1969年的火热之秋。1969年11月，警察安东尼奥·安纳鲁马在左派示威活动中遇害，年仅22岁，他是该时期的第一名死难者。同年12月右翼分子制造了丰塔纳广场爆炸案造成17人死亡。左翼无政府主义工人朱塞佩·皮内利因涉嫌犯罪被捕，并在警方拘留期间离奇死亡。

## 名称来源
该名称的可能来源于对当时频发的枪击事件的统称。同时1981年电影《德国姊妹》，片名在引进意大利时也被译为Anni di piombo，影片讲述了从小性格迥异的两姐妹尤丽娅娜和玛丽安娜，为了争取妇女权利，尤丽娅娜选择在报纸发文，而玛丽安娜则加入了极左派组织，二人命运因此而改变的故事。

## 背景
意大利的右翼和左翼准军事组织发生了广泛的社会冲突并出现前所未有的恐怖袭击。费尔南多·坦布罗尼政府支持法西斯组织意大利社会运动（MSI）的尝试，导致了短暂的骚乱。 广泛的劳工骚乱导致了反文化学生活动团体和工人阶级与支持劳工的激进左翼组织的合作，最终导致了1969年“火热之秋运动”，引发一系列大规模的意大利北部工厂和工业中心的罢工。由工人、左派、同情左派的工人或马克思主义活动家领导的罢工罢课变得越来越普遍。往往恶化为警察和示威者之间的冲突，示威者主要由工人、学生、活动家组成，其中包括左翼武装分子。天主教民主党与意大利社会党结盟，帮助社会党掌权。而天主教民主党领导人阿尔多·莫罗之死导致结束了天主教民主党与意大利共产党之间历史性妥协的结束。绑架行动由马里奥·莫雷蒂策划，在1968年至1988年间， 共有428人死于政治导致的谋杀事件，包括爆炸、谋杀和敌对激进派别之间的街头冲突。

## 时间线

### 1969年

#### 公众抗议
1969年，公众抗议席卷了意大利，自治主义学生运动特别活跃，学生占领了都灵的菲亚特米拉菲奧里（Mirafiori）汽车工厂。

#### 安东尼奥·安纳鲁马死亡
1969年11月19日，米兰警察安东尼奥·安纳鲁马（Antonio Annarumma）在极左翼示威者的骚乱中丧生。他是第一位死于暴力浪潮的公务员。

#### 丰塔纳广场爆炸案
1969年12月，米兰丰塔纳广场周边的维托里亚诺，意大利国家劳工银行、国家农业银行、意大利商业银行遭到炸弹袭击。当地警方认为该事件是无政府主义者所为，逮捕了大约80名左翼组织的嫌疑人，其中包括最初被指控参与爆炸事件的无政府主义者朱塞佩·皮内利（Giuseppe Pinelli）和彼得罗·瓦尔普雷达（Pietro Valpreda）。左翼组织成员否认了他们的指控，因为他们认为爆炸袭击是由法西斯分子实施的。在朱塞佩·皮内利于12月15日在警方拘留期间神秘死亡后，左翼组织持续斗争发布的报纸引起了一场舆论冲击，指控警察路易吉·卡拉布雷西谋杀了皮内利。与此同时，无政府主义者瓦尔普雷达和其他五人因爆炸案被判有罪并入狱。他们后来在三年预防性拘留后获释。随后，两名新法西斯主义者佛朗哥·弗雷达（Franco Freda）和乔瓦尼·文图拉（Giovanni Ventura）因被指控为爆炸案的组织者而被捕；1987年，他们因缺乏证据被最高法院宣判无罪。
1990年代对丰塔纳广场爆炸案进行了新的调查。调查人员声称弗雷达和文图拉参与了恐怖袭击。然而，由于他们在1987年被判无罪，因此不能再次受审。事件最終被判定為系新法西斯組織「新秩序」所為。

### 1970年

#### 尤尼奥·瓦莱里奥·博尔盖塞政变
12月，年轻的极右翼狂热分子、意大利社会共和国的退伍军人策划了一场未遂的法西斯政变，秘密行动代号为“虎虎行动”（Operation Tora Tora），参与者包括意大利二战海军军官尤尼奥·瓦莱里奥·博尔盖塞。并得到了国家森林警察成员以及右翼企业家的支持。天主教民主党在得知政变企图后立刻宣布戒严，部署数千名军警，以控制政党和出版商，进行大规模逮捕和驱逐。意大利政府于1971年3月17日宣布政变失败。同年，收到逮捕令的博尔盖塞逃往西班牙。左翼報紙《國家晚報》在1971年3月18日刊登了这场失败的政变。

### 1971年

#### 刺杀亚历山德罗·弗洛里斯
3月26日，亚历山德罗·弗洛里斯在热那亚被极左翼恐怖组织十二二小组刺杀。一位业余摄影师拍摄了凶手的照片，警方遂对该组织进行调查，许多成员被捕。一些人逃到米兰，加入了游击队行动小组，后来又加入了红色旅。1973年，10月22日集团的领导人马里奥·罗西被判无期徒刑，该组织的其他成员总共被判180年监禁。检察官是马里奥·索西。
红色旅于1974年4月绑架了马里奥·索西法官，进行人质交换以释放被监禁的成员，未果。 红色旅于1976年6月8日杀死了法官弗朗切斯科·可可，以及他的两名警卫乔瓦尼·萨波纳拉和安条克·德亚纳，以进行报复。

### 1972年

#### 路易吉·卡拉布雷西遇害
1972年5月17日，意大利共和国公民勇气金质勋章获得者路易吉·卡拉布雷西警官在米兰遇害。当局最初将关注重点放在持续斗争的嫌疑人身上； 后来又假设卡拉布雷西是被新法西斯组织谋杀的，导致两名新法西斯活动家詹尼·納爾迪（Gianni Nardi）和布魯諾·斯特凡諾（Bruno Stefano）以及德国人古德倫·凱斯（Gudrun Kiess）在1974年被捕。他们最终被释放。16年后，阿德里亞諾·索弗里、喬治·彼得羅斯特法尼（Giorgio Petrostefani）、奧維迪奧·邦普拉西（Ovidio Bompressi）和萊昂納多·馬里諾（Leonardo Marino）在马里诺供认谋杀后在米兰被捕。对他们的审判最终确定了他们组织、实施谋杀的罪行。对卡拉布雷西的谋杀开启了极左翼武装团体实施谋杀的篇章。

#### 佩特亚诺爆炸案
1972年5月31日，三名意大利宪兵在佩特亚诺的一次爆炸中丧生，这被归罪于持续斗争。意大利国家宪兵的官员后来因妨碍司法公正而被起诉和定罪。卡森（Casson）法官认定新秩序的成员文森佐·文西蓋拉（Vincenzo Vinciguerra）是在佩特亚诺放置炸弹的人。
新法西斯恐怖分子文奇蓋拉在1980年代因佩特亚诺爆炸案而被捕，他向地方法官菲利斯·卡森（Felice Casson）宣布，这次假旗行动的目的是迫使意大利国家宣布进入紧急状态并变得更加专制。文奇蓋拉解释了意大利军事安全情报局（SISMI）是如何保护他的，使他得以逃到佛朗哥统治的西班牙。
卡森的调查显示，右翼组织新秩序曾与国防情报局（SID） 合作。他们一起策划了佩特亚诺爆炸案，然后声称是红色旅干的。他承认并作证说，他得到了意大利和国外的同情者网络的掩护，他们确保他能够在袭击后成功逃脱。“整套机关开始发挥作用，”文奇蓋拉回忆说，“也就是说，国家宪兵、意大利内政部长、海关部门以及军事、民事情报部门都接受了这次袭击背后的意识形态理由。”

### 1973

#### 布里马瓦雷纵火袭击
1973年4月16日，工人力量的成员对位于罗马布里马瓦雷的新法西斯组织MSI激进分子馬里奧·馬泰（Mario Mattei）的住宅发动纵火袭击导致他的两个儿子，分别是22岁和8岁，被活活烧死。

#### 米兰警察总部炸弹袭击
1973年5月17日，内政部长出席的一场追授路易吉·卡拉布雷西荣誉的仪式上，一名无政府主义者詹弗蘭科·貝托利（Gianfranco Bertoli）投掷了一枚炸弹，造成 4 人死亡、45 人受伤。
1975 年，貝托利被判处无期徒刑：米兰法院写道，他与极右翼势力有关联，而后者是SID线人，也是警方的密友。
在1990年代，有人怀疑貝托利是短剑组织的成员，但他在接受采访时否认了这一点：在1990年公开的622名短剑成员名单中，没有他的名字。
一名调查试图谋杀馬里亞諾·魯莫（Mariano Rumor）案件的地方法官发现詹弗蘭科·貝托利的档案不完整。1971年至1975年期间担任SID头领的賈納德利奧·馬萊蒂（Gianadelio Maletti）将军因在馬里亞諾·魯莫案中妨碍司法公正而于1990年被缺席定罪。

### 1974

#### 拱廊广场爆炸案
1974 年 5 月，在伦巴第区布雷西亚拱廊广场的一次反法西斯示威中，一枚炸弹爆炸，造成8人死亡，102人受伤。2010年11月16日，布雷西亚法院宣判被告无罪：弗朗西斯科·德爾菲諾（Francesco Delfino，一名国家宪兵）、卡羅·馬里亞·馬吉（Carlo Maria Maggi）、皮諾·勞蒂（Pino Rauti）、毛里齊奧·特拉蒙特（Maurizio Tramonte）和德爾福·佐爾齊（Delfo Zorzi，新秩序成员）。检察官要求对德爾菲諾、馬吉、特拉蒙特和佐爾齊判处无期徒刑，皮諾·勞蒂因证据不足而被无罪释放。其余四名被告于2012年再次被上诉法院宣告无罪，但在2014年，最高法院裁定必须在米兰上诉法院对馬吉、特拉蒙特再次进行上诉审判。德爾菲諾和佐爾齊最终被无罪释放。2015年7月22日，上诉法院以指示、协调大屠杀判处馬吉和特拉蒙特无期徒刑。

#### 红色旅的第一次谋杀
1974年6月17日，MSI的两名成员在帕多瓦被谋杀。起初，人们怀疑是新法西斯团体之间的内部争斗，因为罪行发生在新法西斯主义者佛朗哥·弗雷达所在的城市。然而，这起谋杀案随后被红色旅声称负责：这是该组织的第一起谋杀案，在此之前，该组织只实施过抢劫、爆炸袭击和绑架。

#### 计划中的新法西斯主义政变
埃德加多·索諾（Edgardo Sogno）伯爵在他的回忆录中说，1974年7月，他访问了CIA驻罗马的站长，向他通报了新法西斯政变的准备工作。当问到对方在发生此类政变时美国政府会怎么做时，他被告知“美国会支持任何倾向于让共产党人远离政府的举措”。馬萊蒂将军在2001年宣布，他不知道索諾与中央情报局的关系，也不知晓由蘭道夫·帕恰爾迪（Randolfo Pacciardi）领导的所谓“白色政变”。

#### 意大利特快列车爆炸案
1974年8月4日，在桑布罗谷圣贝内代托发生的罗马-布伦内罗意大利特快列车（Italicus Express）爆炸事件中，12人丧生，48人受伤。新法西斯恐怖组织黑色秩序声称对此负责。

#### 逮捕維托·米切利
1969年担任SIOS军事情报局局长、1970年至1974年担任SID局长的維托·米切利（Vito Miceli）将军，于1974年以“密谋反对国家”被捕。在他被捕后，意大利特勤局根据1977年10月24日的法律进行了重组，试图重新确立对情报机构的文官控制。SID现在重组为意大利军事安全情报局（SISMI）、意大利民主情报安全局（SISDE）和情报与安全服务执行委员会（CESIS），后者直接与意大利总理进行协调。同时还成立了一个意大利议会用于控制特务机关的委员会（Copaco）。米切利在1978年被无罪释放。

#### 逮捕红色旅领导人
1974年，红色旅的一些领导人，包括雷纳托·库尔乔和阿尔贝托·弗朗切斯基尼在内的一些红色旅领导人被捕，但新的领导层以更强的热情继续进行着反对意大利右翼机构的战争。
终结恐怖主义是有技术条件的，然而，政治阶层不愿意这么做：意大利左翼并不担心武装组织的存在，更让他们担心的是警察对抗议者可能进行的虐待。因此，它确实要求在街头示威期间解除警察们的武装。同样在执政的基督教民主党内，许多人低估了红色旅的威胁（说红色旅是“幽灵”），反而强调了新法西斯团体的威胁。
前一年，工人力量已经解散了，尽管工人自治在它之后仍继续发展。持续斗争也在1976年解散了，尽管他们的杂志又挣扎了好几年。从持续斗争和类似团体的残余中，诞生了左翼恐怖组织前线。

### 1975
2月28日，学生和法西斯活动家米基斯·曼塔卡斯（Mikis Mantakas）在罗马的骚乱中被极左分子杀害。
3月13日，MSI的年轻激进分子塞爾吉奧·拉梅利（Sergio Ramelli）在米兰被一群工人先锋的人袭击，头部被扳手（又名Hazet 36，此型扳手常被左翼用来械斗）重击，在医院住院47天后于4月29日去世。
5月25日，学生和左派活动家阿爾貝托·巴西里（Alberto Brasili）在米兰被新法西斯主义激进分子刺伤。
6月5日，国家宪兵成员喬瓦尼·達方索（Giovanni D'Alfonso）被红色旅杀害。

### 1976
4月29日，MSI的律师和激进分子恩里科·佩德諾維（Enrico Pedenovi）在米兰被前线组织杀害。这是前线进行的第一次谋杀活动。
7月8日，在罗马，法官維托里奧·奧科西奧（Vittorio Occorsio）被新法西斯主义者皮爾路易吉·孔庫泰利（Pierluigi Concutelli）杀害。
12月14日，在罗马，警察普里斯庫斯·帕倫博（Prisco Palumbo）被无产阶级武装核心杀害。
12月15日，在塞斯托-圣乔瓦尼（米兰附近的一个城镇），警察局副局长維托里奧·帕多瓦尼（Vittorio Padovani）和局长塞爾吉奧·巴澤加（Sergio Bazzega）被年轻的极端主义分子瓦尔特·阿拉吉亚杀害。

### 1977
3月11日，弗朗切斯科·洛魯索（Francesco Lorusso）在博洛尼亚大学被军警（国家宪兵）杀害。

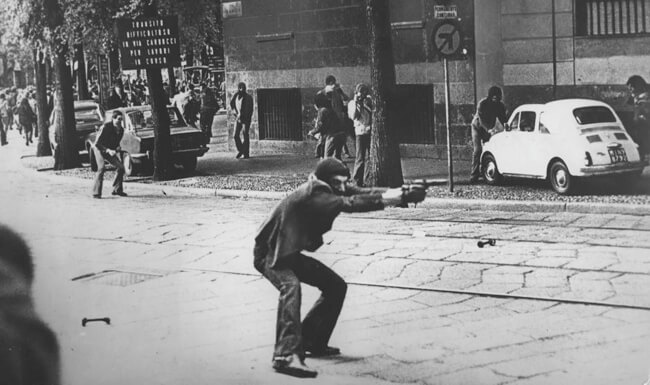
米兰，De Amicis路，1977年5月14日，朱塞佩·梅梅奧在一次抗议示威中用枪指着警察。这张照片成了铅色年代的标志。

3月12日，都灵警察朱塞佩·喬塔（Giuseppe Ciotta）被前线杀害。
3月22日，罗马警察克勞迪奧·格拉齊奧西（Claudio Graziosi）被无产阶级武装核心杀害。
4月28日，在都灵，国家在审判中为红色旅被告人员指派的辩护律师富爾維奧·克羅切被红色旅杀害。
5月12日，在罗马，19岁的学生喬治亞娜·馬西（Giorgiana Masi）在警察和示威者的冲突中被杀。
5月14日，在米兰，一个极左组织的活动分子朱塞佩·梅梅奧掏出手枪，开始向警察射击。警察安東尼奧·庫斯特拉（Antonio Custra）被打死。摄影师保羅·佩德里澤蒂（Paolo Pedrizzetti）拍了一张他向警察开枪的照片。这一年被称为“P38的年代”，P38指瓦尔特P38手枪。
11月16日，在都灵，新闻报 (意大利)报纸的副主管卡洛·卡薩萊尼奧（Carlo Casalegno）在红色旅的一次伏击中受了重伤。13天后，他于11月29日去世。

### 1978
1月4日，在卡西诺，菲亚特保安部门的老板卡米尼·迪·羅沙（Carmine De Rosa）被左翼分子杀害。
1月7日，在罗马，MSI的年轻激进分子佛朗哥·比貢澤蒂（Franco Bigonzetti）和弗朗切斯科·恰瓦塔（Francesco Ciavatta）被极左分子杀害，另一名激进分子斯特凡諾·雷基奧尼（Stefano Recchioni）在一次暴力示威中被警方杀害。一些激进分子离开了MSI，成立了武装革命核心（NAR），该组织与罗马的犯罪组织马利亚纳黑手党有联系。
1月20日，在佛罗伦萨，警察福斯托·迪奧尼西（Fausto Dionisi）被前线杀害。
2月7日，在普拉托（佛罗伦萨附近的一个城镇），公证人詹弗蘭科·斯皮吉（Gianfranco Spighi）被左翼分子杀害。
2月14日，在罗马，里卡多·帕爾馬（Riccardo Palma）法官被红色旅杀害。
3月10日，在都灵，警察局长羅薩里奧·貝拉爾迪（Rosario Berardi）被红色旅杀害。
4月11日，在都灵，警察洛倫佐·庫圖尼奧（Lorenzo Cutugno）被红色旅杀害。
4月20日，在米兰，警察弗朗西斯科·迪·卡塔爾多（Francesco Di Cataldo）被红色旅杀害。
10月10日，在罗马，法官吉羅拉莫·塔爾塔廖內（Girolamo Tartaglione）被红色旅杀害。
10月11日，在那不勒斯，大学教师阿爾弗雷多·保萊拉（Alfredo Paolella）被前线杀害。
11月8日，在帕特里卡（弗罗西诺内附近的一个小镇），法官費德勒·卡爾沃薩（Fedele Calvosa）被共产主义战斗部队杀害。

#### 绑架谋杀阿尔多·莫罗
1978年3月16日，莫罗在罗马市的Fani街上被红色旅绑架（当时由马里奥·莫雷蒂领导），莫罗的五名保镖被杀。当时所有建立红色旅的成员均已被捕，因此绑架莫罗的组织被称为“第二代红色旅”。他在被谋杀之前一直试图通过一项名为“历史性妥协”的协议，将由恩里科·贝林格领导的意大利共产党（PCI）纳入政府。 PCI当时是西欧最大的共产党，这主要是因为它的非极端主义和务实的立场，以及它日益独立于莫斯科，还有它主张欧洲共产主义。PCI在艾米利亚-罗马涅等地区尤其强大，它在那里拥有稳定的政府职位和成熟的实践经验，这可能有助于采取更务实的政治态度。红色旅遭到了共产党和工会的激烈反对：一些左翼政治家使用“犯错的同志”（Compagni che sbagliano）的说法形容红色旅。参与绑架案的红色旅成员之一的佛朗哥·博尼索利（Franco Bonisoli）称，绑架莫罗的决定“是在一周前做出的，选定了一个[行动的]日子，可能是3月15日或17日”。
1978年5月9日，在一次简单的“人民审判”之后，莫罗被马里奥·莫雷蒂谋杀，同时也确定傑曼諾·馬卡里（Germano Maccari）参与了谋杀。同一天，在罗马市中心的Michelangelo Caetani大街，人们于一辆红色的雷诺4型轿车后备箱中发现了莫罗的尸体。这次行动的一个后果是，PCI没能获得行政权力。
莫罗被杀后，社会运动遭到了大规模的镇压，比如政府逮捕了工人自治的许多成员，包括奥雷斯特·斯卡尔佐内与政治哲学家安东尼奥·奈格里（1979年4月7日被捕）。

### 1979
活跃的武装组织从1969年的2个增加到1977年的91个和1979年的269个。这一年共发生了659次袭击。

#### 谋杀事件最多的一年
1月19日，都灵警察朱塞佩·洛魯索（Giuseppe Lorusso）被前线谋杀。
1月24日，工人和工会会员吉多·羅薩（Guido Rossa）在热那亚被红色旅杀害。
1月29日，法官埃米利奧·亞歷山德里尼（Emilio Alesandrini）在米兰被前线杀害。
3月9日，大学生伊曼紐爾·尤里利（Emanuele Iurilli）在都灵被前线杀害。
3月20日，调查记者米諾·佩科雷利（Mino Pecorelli）在罗马的汽车中被枪杀。总理朱利奥·安德烈奥蒂和黑手党头目加埃塔諾·巴達拉門蒂（Gaetano Badalamenti）因谋杀罪于2002年被判处24年监禁，但次年这个判决又被推翻了。
5月3日，在罗马，警察Antonio Mea和Piero Ollanu被红色旅杀害。
7月13日，在德鲁恩托（都灵附近的一个小镇），警察巴托洛梅奧·馬納（Bartolomeo Mana）被前线杀害。
7月13日，在罗马，宪兵中校安東尼奧·瓦里斯科（Antonio Varisco）被红色旅杀害。
7月18日，在都灵，酒吧老板卡米尼·齊維塔特（Carmine Civitate）被前线杀害。
9月21日，卡洛·吉列諾（Carlo Ghiglieno）在都灵被一群前线的人杀害。
12月11日，都灵Valletta学院的五名教师和五名学生被前线成员枪击了腿部。

### 1980

#### 更多谋杀
1月8日，米兰警察安東尼奧·切斯塔里（Antonio Cestari）、羅科·桑托羅（Rocco Santoro）和米歇爾·塔圖利（Michele Tatulli）被红色旅杀害。
1月25日，热那亚警察伊曼紐爾·圖托貝內（Emanuele Tuttobene）和安東尼奧·卡蘇（Antonio Casu）被红色旅杀害。
1月29日，马盖拉港石化公司的经理西爾維奧·戈里（Silvio Gori）被红色旅杀害。
2月5日，在蒙扎，保羅·保萊蒂（Paolo Paoletti）被前线杀害。
2月7日，前线的激进分子威廉·瓦徹（William Vaccher）因涉嫌背叛组织被杀害。
2月12日，在罗马大学，司法部高级委员会 (意大利)副主席、罗马天主教行动的前主席維托里奧·巴切萊特（Vittorio Bachelet）被红色旅杀害。
3月10日，在罗马，厨师路易吉·阿萊格雷蒂（Luigi Allegretti）被共产主义武装同志杀害。
3月16日，在萨莱诺，尼古拉·賈康比（Nicola Giacumbi）法官被红色旅杀害。
3月18日，在罗马，吉羅拉莫·米內爾維尼（Girolamo Minervini）法官被红色旅杀害。
3月19日，在米兰，圭多·加利（Guido Galli）法官被一群前线的人杀害。
4月10日，在都灵，Mondialpol保安公司的警卫朱塞佩·皮修內里（Giuseppe Pisciuneri）被无产阶级巡逻队（Ronde Proletarie）杀害。
5月28日，在米兰，记者沃爾特·托巴吉（Walter Tobagi）被三二八旅杀害。
6月23日，在罗马，馬里奧·阿馬托（Mario Amato）官被NAR杀害。
12月31日，在罗马，国家宪兵将军恩里科·加爾瓦利吉（Enrico Galvaligi）被红色旅杀害。

#### 博洛尼亚火车站爆炸案
1980年8月2日，博洛尼亚的一枚炸弹造成85人死亡、200多人受伤。爆炸案被称为博洛尼亚大屠杀，它摧毁了该市火车站的大部分结构。调查发现这次爆炸由新法西斯主义者制造，主要由武装革命核心（NAR）组织实施：弗朗西斯卡·曼布羅（Francesca Mambro）和瓦萊里奧·菲奧拉萬蒂（Valerio Fioravanti）被判处终身监禁。2007年4月，最高法院确认了对路易吉·恰瓦迪尼（Luigi Ciavardini）的定罪，他是与第三位置（Terza Posizione）组织有密切联系的NAR成员。恰瓦迪尼因其在袭击事件中的作用被判处30年监禁。

### 1981
7月5日，马盖拉港Montedison公司一处石化工厂的主管朱塞佩·塔列西奧（Giuseppe Taliercio）在被绑架47天后被红色旅杀害。
8月3日，电工羅伯托·佩奇（Roberto Peci）在被绑架和关押54天后被红色旅杀害。这起谋杀案是对他的兄弟帕特里齊奧（Patrizio）的报复，帕特里齊奧是红色旅的前成员，1980年悔改后成为了司法合作者。
12月17日，美国陆军准将兼北约驻维罗纳南欧部队的副参谋长詹姆斯·李·多齐尔被红色旅绑架。1982年1月28日，他在帕多瓦被意大利国家警察中央治安作战部队（NOCS）解救。

### 1982
8月26日，一组红色旅的恐怖分子在萨莱诺袭击了一个军队车队。在这次袭击中，安東尼奧·帕倫博（Antonio Palumbo）下士和警察安東尼奧·班迪埃拉（Antonio Bandiera）、馬里奧·德·馬爾科（Mario De Marco）被杀害。红色旅逃跑了。
10月21日，一组红色旅恐怖分子袭击了都灵的一家银行，杀害了两名警卫安東尼奧·佩迪奧（Antonio Pedio）、塞巴斯蒂亞諾·達雷奧（Sebastiano d'Alleo）。

### 1984
2月15日，美国外交官兼国际维和部队与多国观察员部队的总干事莱蒙·雷·亨特被红色旅杀害。

#### 圣诞节惨案
12月23日，炸弹在佛罗伦萨和罗马之间的一列火车上爆炸，16人死亡，200多人受伤。1992年，黑手党成员朱塞佩·卡羅（Giuseppe Calò）和圭多·切爾科拉（Guido Cercola）因爆炸案被判处终身监禁，佛朗哥·迪·阿戈斯蒂諾（Franco Di Agostino，西西里黑手党的另一名成员）被判24年，德国工程师弗里德里希·肖丹（Friedrich Schaudinn）因爆炸袭击被判22年。克莫拉黑帮的成员朱塞佩·米索（Giuseppe Misso）被判处3年监禁；克莫拉的其他成员阿方索·加萊奧塔（Alfonso Galeota）与朱利奧·皮羅齊（Giulio Pirozzi）被判处18个月，他们在爆炸案中的作用被认为比较边缘。1994年2月18日，佛罗伦萨法院免除了对MSI议员馬西莫·阿巴坦吉洛（Massimo Abbatangelo）的屠杀指控，但裁定他在1984年春天将炸药移交给朱塞佩·米索的罪名成立。阿巴坦吉洛被判处6年监禁。受害者的亲属要求法院执行更严厉的判决，但上诉失败，且必需支付司法费用。

### 1985
1月9日，在托法亚尼卡（Torvaianica，罗马附近的一个城镇），警察奧塔維奧·孔蒂（Ottavio Conte）被红色旅杀害。
3月27日，在罗马，经济学家埃齊奧·塔蘭特利（Ezio Tarantelli）被红色旅杀害。

### 1986
2月10日，佛罗伦萨前市长蘭多·康蒂（Lando Conti）被红色旅杀害。

### 1987
3月20日，意大利空军的一名将军里西奧·喬爾吉里（Licio Giorgieri）在罗马被红色旅谋杀。

### 1988
4月16日，参议员羅伯托·魯菲利（Roberto Ruffilli）在弗利的一次袭击中被红色旅的一个小组谋杀。这是红色旅犯下的最后一起谋杀案：10月23日，一帮死硬派（irriducibili）在一份文件中宣布，针对国家的战争已经结束了。

## 1988年之后的重大事件

### 1990年代和2000年代的复苏
在1990年代末和2000年代初，红色旅恐怖主义的死灰复燃导致了另一些谋杀。
1999年5月20日，罗马，劳工部顾问馬西莫·德安東尼（Massimo D'Antona）在一场红色旅的恐怖袭击中被谋杀。
2002年3月19日，博洛尼亚，劳工部顾问馬可·比亞吉（Marco Biagi）在一场红色旅的恐怖袭击中被谋杀。
2003年3月2日，警察伊曼紐爾·佩特里（Emanuele Petri）在菲奥伦蒂诺堡附近被一组红色旅恐怖分子谋杀。
2005年，一些被称为新红色旅的恐怖主义嫌疑人被逮捕。6月13日，米兰法院判决了14名恐怖分子。领导人被判处15年监禁。三名恐怖主义嫌疑人被认定为无罪。

### 2021年逮捕
2021年，法国逮捕了数十名在逃数十年的左翼激进分子中的七人。被捕者中包括喬治·彼得羅斯特法尼（Giorgio Pietrostefani），他是持续斗争的创始成员之一，曾因谋杀米兰警察局长路易吉·卡拉布雷西而被定罪。其他成员包括瑪麗娜·佩特雷拉（Marina Petrella）、羅伯塔·卡佩利（Roberta Cappelli）、塞爾吉奧·托納吉（Sergio Tornaghi），他们曾因谋杀和绑架被判处过无期徒刑。

## 为参与者提供庇护的国家

### 法国
密特朗原则是由当时作为法国总统的社会党成员弗朗索瓦·密特朗于1985年制定的，它提出，逃到法国的意大利极左翼恐怖分子，如果在意大利被判处在“铅色年代”间犯有不包括“主动的、事实上的、血腥的恐怖主义”暴力行为的，将获得庇护，不会被引渡到意大利。他们将融入法国社会。
该法案于1985年4月21日在第65届人权联盟大会上宣布，指出放弃暴力历史并逃往法国的意大利罪犯将受到保护，不会被引渡到意大利：
意大利难民......在1981年之前参加了恐怖行动......已经与他们参与过的可恶的机构断绝了联系，开始了他们生活的新阶段，已经融入了法国社会......我告诉意大利政府，他们不会受到任何引渡手段的制裁。
据路透社报道，意大利游击队的人数有几十人。法国的决定对法国和意大利的关系产生了长期的负面影响。
法国司法部长埃里克·杜邦-莫雷蒂（Eric Dupond-Moretti）表示他
“为参与这一决定感到自豪，希望这将使意大利在40年后翻其过去历史上血腥而苦涩的一页。“——Reuters, 27 March 2021

### 巴西
一些被指控犯有恐怖主义行为的意大利公民在巴西得到了庇护，例如切薩雷·巴蒂斯蒂（Cesare Battisti）和其他武装无产阶级争取共产主义的前成员。

### 尼加拉瓜
一些意大利极左翼活动家在尼加拉瓜得到了政治庇护，包括参与绑架莫罗的阿萊西奧·卡西米里（Alessio Casimirri）。

## 对意大利移民的影响
据称，“铅色年代”增加了意大利人口移民到美国的比率。然而，随着20世纪80年代“铅色年代”的结束和意大利政治稳定的增加，移民美国的人口比率下降了。在1992-2002年期间，意大利每年的移民接近2500人。